# Amleto (nome)
Amleto  è un nome proprio di persona italiano maschile.

## Varianti
- Femminili: Amleta[1][2]

### Varianti in altre lingue
- Catalano: Hamlet[3]
- Danese: Amleth[4]
- Inglese: Hamlet[1][2][4][5]
- Norreno: Amlodhi[1], Amlohdi[2], Amloði, Amleth[1]
- Spagnolo: Hamlet[3]

## Origine e diffusione

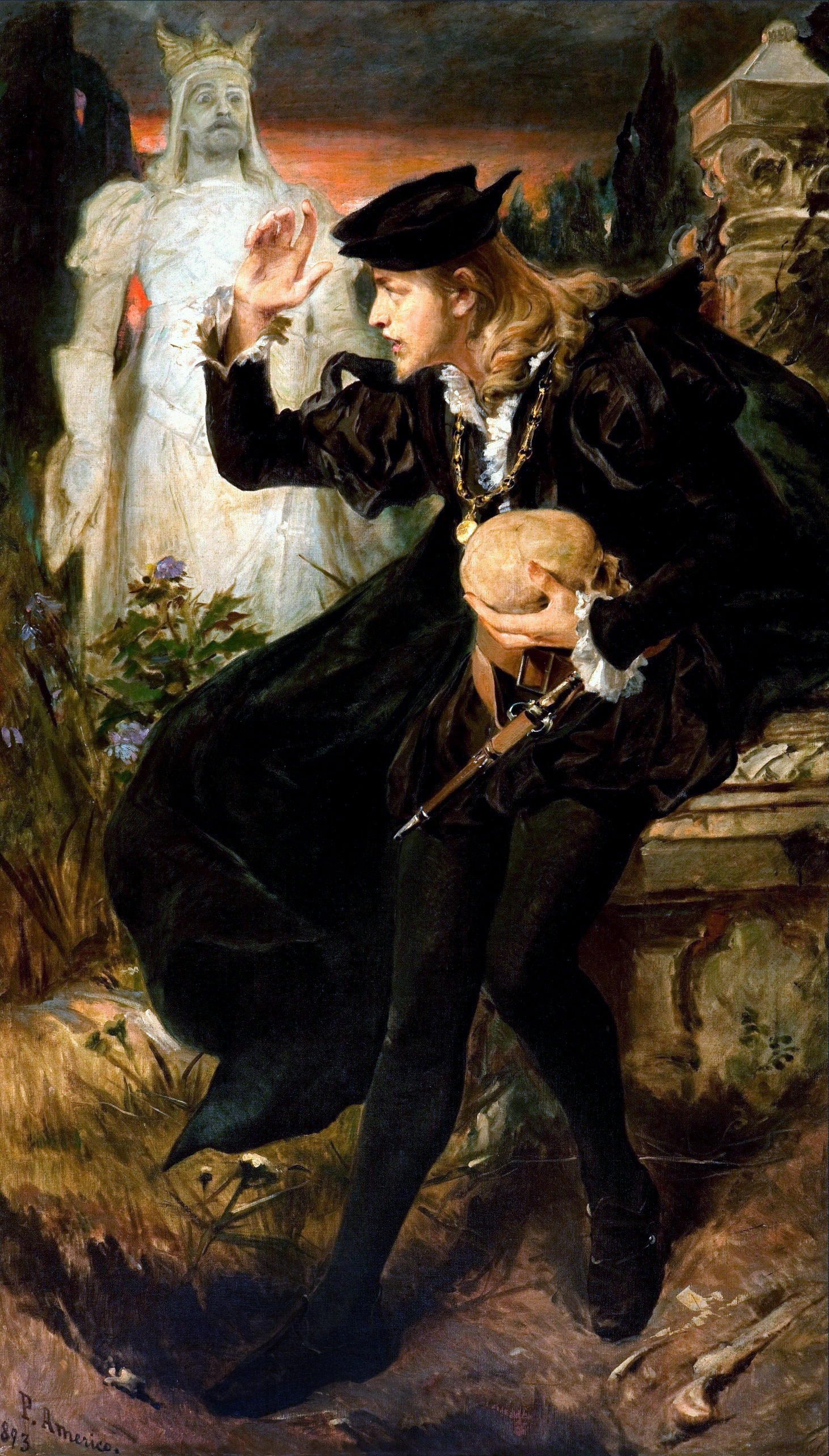
La visione di Amleto, di Pedro Américo

Si tratta di un adattamento italiano dell'inglese Hamlet, utilizzato da Shakespeare per la sua opera Amleto, basata sul mito scandinavo di Amloði. Comunemente, si riporta che Hamlet sia una forma anglicizzata del nome danese Amleth, derivante forse dal vocabolo islandese amlodhi ("pazzo", "fuori di senno") o forse dal nome Anleifr; tuttavia altre fonti sostengono che in realtà Hamlet fosse un preesistente diminutivo del nome medio inglese Hamon (dal germanico haim, "casa", "patria"), che Shakespeare utilizzò per "rendere" il nome scandinavo in inglese.
La sua diffusione è legata alla fama raggiunta dall'opera di Shakespeare. In Italia, insieme con altri nomi come Ofelia, Laerte e Polonio, cominciò ad essere usato circa duecento anni dopo la stesura dell'opera, quando cioè essa raggiunse i teatri italiani; è attestata, seppur molto rara, anche una forma femminile, Amleta. Anche nei paesi anglofoni il successo dell'opera ha contribuito a mantenere il nome in uso, nella forma Hamlet.

## Onomastico
È un nome adespota, cioè non è portato da alcun santo. L'onomastico ricorre quindi il 1º novembre, in occasione di Ognissanti.

## Persone
- Amleto Barbieri, baritono italiano
- Amleto Cataldi, scultore italiano

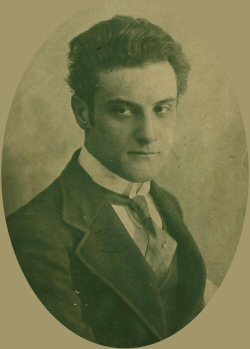
Amleto Palermi

- Amleto Giovanni Cicognani, cardinale italiano
- Amleto Frignani, calciatore italiano
- Amleto Miniati, calciatore italiano
- Amleto Novelli, attore italiano
- Amleto Palermi, regista, sceneggiatore e attore italiano
- Amleto Poveromo, criminale italiano
- Amleto Sartori, scultore e poeta italiano
- Amleto Vespa, agente segreto, guerrigliero e giornalista italiano

### Variante Hamlet
- Hamlet Barrientos, calciatore boliviano
- Hamlet İsaxanlı, accademico, matematico e poeta azero
- Hamlet Mxit'aryan, calciatore armeno
- Hamlet Vladimiri Mxit'aryan, calciatore armeno